# МАШАВ
МАШАВ (ивр. המרכז לשיתוף פעולה בינלאומי‎) — израильское Агентство по международному сотрудничеству в целях развития при Министерстве иностранных дел. МАШАВ отвечает за разработку, координацию и осуществление программ развития Израиля и развития международного сотрудничества в развивающихся странах. МАШАВ считает, что его наибольший возможный вклад в развивающиеся страны может быть сделан в тех областях, где Израиль обладает соответствующими знаниями, накопленными в ходе собственного опыта развития, в качестве молодой страны, сталкивающейся с аналогичными проблемами. Программы развития МАШАВа проводятся через практикумы и обучение в области сельского хозяйства, образования и медицины и финансируются совместно с такими международными организациями, как Организация американских государств, Межамериканский банк развития, Программа развития ООН, ЮНЕСКО и Продовольственная и сельскохозяйственная организация ООН.
В настоящее время программой руководит посол Эйнат Шляйн.

## Предпосылки для создания службы
Машав был создан после Бандунгской конференции 1955 года, из которой Израиль был исключен по требованию арабских стран, которые угрожали бойкотом конференции, если Израиль был бы приглашен. Она была создана по инициативе Голды Меир в 1958 году после ее визита в Африку. Меир заявила, что это выражение солидарности с жертвами угнетения, дискриминации и рабства, но проект также ставил другие цели, такие как избежание «арабской петли» путем преодоления бойкотов, инициированных арабскими странами. В 1960-е годы МАШАВ также очень активно помогал проектам развития сельского хозяйства в Южной Америке.
С момента своего создания в конце 1957 года Машав стремился поделиться с остальным развивающимся миром ноу-хау и технологиями, которые легли в основу быстрого развития Израиля. МАШАВ начал свою деятельность как скромная программа, направленная на развитие человеческого потенциала на низшем уровне в то время, когда сам Израиль по-прежнему являлся очень развивающейся страной. С тех пор он превратился в обширную программу сотрудничества со всеми странами развивающегося мира в целях содействия устойчивому развитию и социальной справедливости.
МАШАВ развивался постепенно и органично в ответ на неоднократные просьбы со стороны стран, которые освободились от ига колониализма и искали практические и политические средства избавления от нищеты, голода и болезней, которые были наследием той эпохи.
С момента своего создания более 270 000 специалистов из более чем 132 стран приняли участие в учебных программах МАШАВа. МАШАВ пропагандирует центральную роль развития человеческих ресурсов и наращивании институционального потенциала в процессе развития — подход, который достиг глобального консенсуса и реализует этот принцип, предлагая курсы профессиональной подготовки в Израиле и в принимающих странах, а также краткосрочные и долгосрочные профессиональные консультации.
К 2010 году Машав подготовил четверть миллиона студентов, преимущественно африканских, из развивающихся стран в сфере образования, здравоохранения, науки и сельского хозяйства. Сотрудничая с более чем 140 странами. Опыт и технологии, приобретенные в таких областях, как пустыни, пострадавшие от нехватки воды, были приняты во многих проектах.